# Markus Koller
Markus Koller (* 1972) ist ein deutscher Historiker.

## Leben
Markus Koller studierte von 1994 bis 1998 Geschichte Ost- und Südosteuropas, Geschichte und Kultur des Nahen Ostens und Vorderen Orients sowie Turkologie und Alte Geschichte an der Universität München (1999: Magister Artium). Nach der Promotion 2003 an der Ruhr-Universität Bochum war er von 2004 bis 2006 Mitarbeiter im Forschungsprojekt „Transformation im Donauraum 1686–1699“ des Schweizerischen Nationalfonds an der Universität Bern. Von 2006 bis 2007 war er wissenschaftlicher Mitarbeiter am Geisteswissenschaftlichen Zentrum Kultur und Geschichte Ostmitteleuropas in Leipzig. 2007 vertrat er die Juniorprofessur Geschichte Südosteuropas an der Universität Gießen. Von 2007 bis 2010 lehrte er als Juniorprofessor für Geschichte Südosteuropas in Gießen. Nach der Habilitation 2009 in München wurde er 2011 auf den Lehrstuhl für die Geschichte des Osmanischen Reichs und der Türkei in Bochum berufen. Von 2013 bis 2015 war er Geschäftsführender Leiter des Historischen Instituts an der Ruhr-Universität Bochum. Seit 2016 ist er  Geschäftsführender Direktor des Zentrums für Mittelmeerstudien. Von 2018 bis 2019 war er Prodekan, seit Oktober 2019 Dekan der Fakultät für Geschichtswissenschaften an der Ruhr-Universität Bochum.

## Schriften (Auswahl)
- Bosnien an der Schwelle zur Neuzeit. Eine Kulturgeschichte der Gewalt (1747–1798). München 2004, ISBN 3-486-57639-9.
- Eine Gesellschaft im Wandel. Die osmanische Herrschaft in Ungarn im 17. Jahrhundert (1606–1683). Stuttgart 2010, ISBN 978-3-515-09663-8.
- als Herausgeber mit Hans-Jürgen Bömelburg, Mark Kirchner und Monika Wingender: Identitätsentwürfe im östlichen Europa – im Spannungsfeld von Selbst- und Fremdwahrnehmung. Wiesbaden 2018, ISBN 3-447-10469-4.
- als Herausgeber mit Johannes Bernhardt und Achim Lichtenberger: Mediterranean Rivers in Global Perspective. Paderborn 2019, ISBN 978-3-506-78636-4.